# Tomáš Týn
Služebník Boží Tomáš Týn OP (3. května 1950 Brno – 1. ledna 1990 Heidelberg) byl moravský římskokatolický kněz, profesor morální teologie v Bologni a člen České dominikánské provincie.

## Život
Narodil se jako první ze tří dětí MUDr. Zdeňka Týna a MUDr. Ludmily Týnové. Díky svému kmotrovi MUDr. Josefu Konupčíkovi se malý Tomáš Týn dostal k dílům křesťanských filosofů sv. Augustina a sv. Tomáše Akvinského a četl i časopis Na hlubinu. Začal ministrovat a roku 1959 přistoupil k prvnímu svatému přijímání. Už v jedenácti letech uvažoval o tom, že se stane řeholním knězem. V průběhu gymnázia získal stipendium na dokončení studia v prestižním gymnáziu Lycee Carnot ve Francii, díky tomu zde pak cestoval a navštívil benediktinské opatství Pierre-qui-Vire, a o něco později navázal kontakty s dominikánem Henri Féretem. Zde se rozhodl, že se stane dominikánem.
V roce 1968 jeho rodina emigrovala do Německa a Tomáš vstoupil do dominikánského noviciátu ve Wartburgu 28. října 1969. Roku 1972 odešel do Bologne a zde se stal 7. října 1973 členem České dominikánské provincie. Jáhnem byl vysvěcen v roce 1974 a na kněze byl vysvěcen roku 1975 papežem Pavlem VI. Roku 1978 získal na papežské univerzitě Angelicum doktorát z teologie.
Od roku 1978 v Bologni vyučoval morální teologii a filosofii. Dále pokračoval v řeholním životě, jeho kázání měla velký ohlas a věnoval se literární tvorbě. Roku 1989 však u něj propukla nemoc a byl převezen do nemocnice v Heidelbergu. Dne 1. ledna roku 1990 zde zemřel a pohřben byl v nedalekém Neckargemündu. Jeho hrob zdobí nápis: Vystoupím k oltáři Hospodinovu (v originále Introibo ad altare Dei).

## Současnost
Jeho rodný dům je hojně navštěvován poutníky a v současné době je zkoumán jeho život a skutky za účelem blahořečení.

## Dílo
- L’azione divina e la libertà umana nel processo della giustificazione secondo la dottrina di s. Tommaso d’Aquino
- Metafisica della sostanza
- a mnoho článků